# 和田村 (大分県)
和田村（わだむら）は、大分県下毛郡にあった村。現在の中津市の一部にあたる。

## 地理
下毛原台地の北東部に位置していた。
- 海洋：周防灘[2]

## 歴史
- 1889年（明治22年）4月1日、町村制の施行により、下毛郡定留村、諸田村、田尻村が合併して村制施行し、和田村が発足[1][2]。旧村名を継承した定留、諸田、田尻の3大字を編成[2]。
- 1954年（昭和29年）10月1日、中津市に編入され廃止[1][2]。

## 産業
- 農業、製塩[2]